# Paraxizicus spathulata
Paraxizicus spathulata är en insektsart som beskrevs av Mao, S.-l. och F-m. Shi 2007. Paraxizicus spathulata ingår i släktet Paraxizicus och familjen vårtbitare. Inga underarter finns listade i Catalogue of Life.